# Sultana Aga Canum

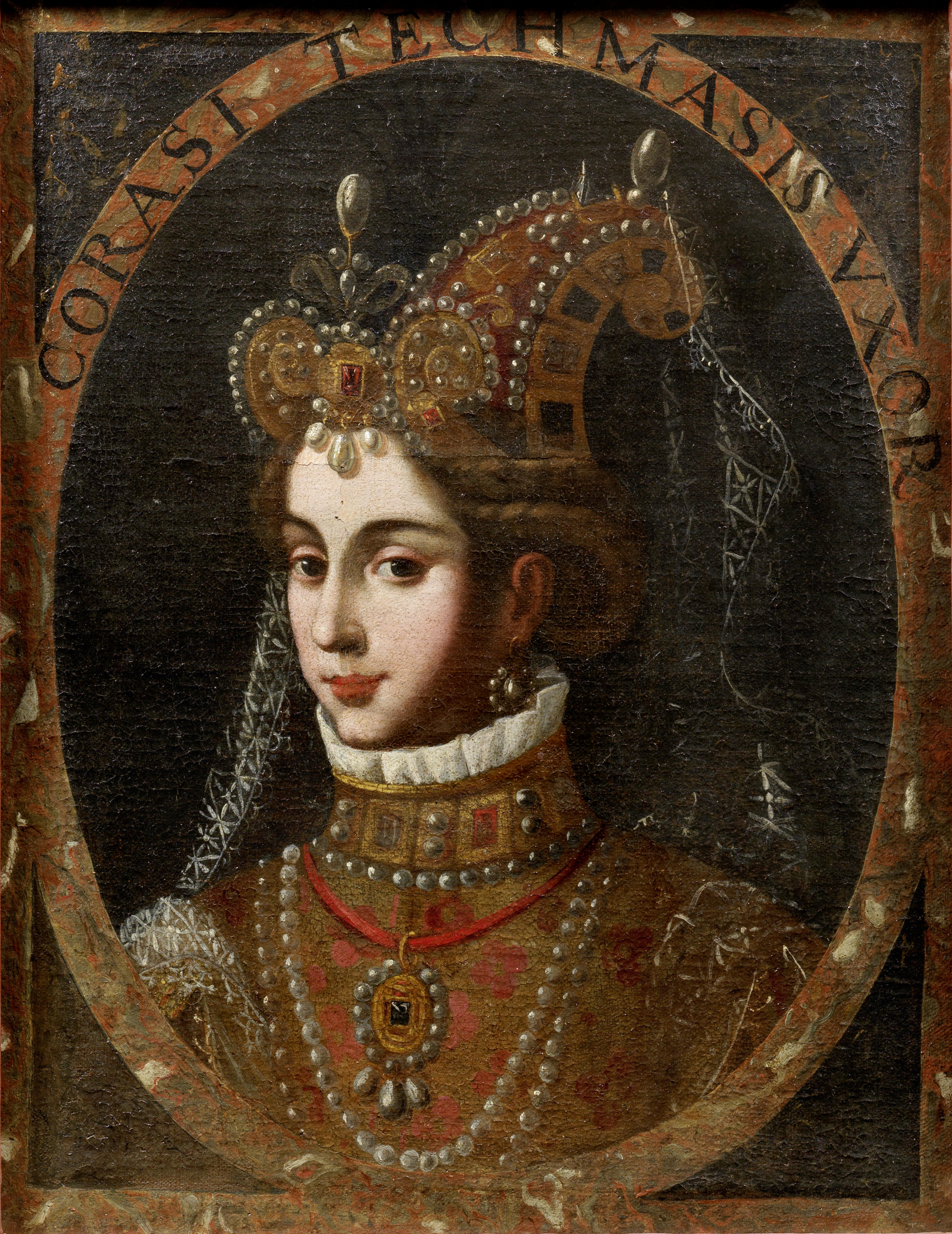
Retrato de Sultana-Aga Canum. Pintura italiana do século XVII baseada em gravura de 1596 por Théodore de Bry

Sultana-Aga Canum (em persa: سلطان آقا خانم‎; romaniz.: Soltān-Āqā Xānum) foi a rainha consorte safávida de origem circássia como segunda esposa do xá Tamaspe I (r. 1524–1576). Ela se casou com o monarca antes de 1548 e foi irmã do nobre safávida-circassiano Xamcal Sultão, bem como mãe dos príncipes Pari Cã Canum e Solimão Mirza (n. 28 de março de 1554, Naquichevão).